# Mathieu-François Molé
Pour les articles homonymes, voir Mole.
 (septembre 2019).
Si vous disposez d'ouvrages ou d'articles de référence ou si vous connaissez des sites web de qualité traitant du thème abordé ici, merci de compléter l'article en donnant les références utiles à sa vérifiabilité et en les liant à la section « Notes et références ».
Mathieu-François Molé, marquis de Méry, comte de Champlâtreux, est un magistrat français né en 1705 et mort en 1793.

## Biographie
Fils de Jean Baptiste Mathieu Molé (+ 1711) et  Marie Nicole Le Gorlier (+ 1711), il est président à mortier au Parlement de Paris à la suite de son père puis premier président (1757-1763). Il démissionne de ses fonctions en 1763. 
Il est le frère de Françoise Catherine Molé, religieuse professe de l’ordre de Cîteaux, abbesse du monastère de Beaumont / Bellmont (d. Langres), puis de l’abbaye de Faremoutiers 1743-1745. 
Les témoignages sur sa personnalité sont contrastés:
- selon le magistrat au parlement janséniste Robert de Saint-Vincent, « M. Molé entra en place [en 1757] avec les dispositions de prudence les plus sages et les plus pacifiques. Il était droit et doux par caractère. L’ambition n’avait nulle part à son élévation. […] Toute l’administration de M. Molé se serait écoulée dans le plus grand calme pendant plusieurs années si les événements plus forts que les administrateurs ne fussent pas venus secouer la tranquillité de son âme et l’exposer à des agitations violentes trop fortes pour un homme dont les forces physiques et morales n’étaient jamais au niveau, encore moins au-dessus des tempêtes.»[1]

- selon l'avocat au parlement antijanséniste Edmond Jean François Barbier en septembre 1757, « M. le président Molé est un fort honnête homme, mais il est très-haut, tant à cause de sa naissance que de ses richesses; il a, dit-on, quatre cent mille livres de rente [...] il tient beaucoup à la Cour par le mariage de sa fille avec le fils aîné de M. le duc de Brissac [...] un homme comme M. Molé, étant soutenu de la Cour, réglera peut-être la forme des assemblées générales et empêchera, par autorité, avec MM. les présidents, les cabales et les opinions tumultueuses telles qu'elles se sont pratiquées depuis 1750. »[2]
- selon le marquis d'Argenson, « ...dandin, inquiet, disgracieux, d'une ignorance singulière [...] il n'y a que son nom et ses richesses dont on dise du bien, de son cœur il n'y a pas grand-chose à dire ; mais pour son esprit et sa science, c'est grande pitié... »[3].

## Famille et fortune
Il épouse en 1733 Bonne Félicité Bernard, fille du financier Samuel Bernard et de sa seconde épouse, Pauline Félicité de Saint-Chamans. À la mort de son père, en 1739, Mme Molé reçoit un très gros héritage de 6 millions de livres. Elle décède à Paris le 16 février 1784, âgée de 62 ans, et est inhumée dans la chapelle de son château de Méry sur Oise.  
Les Molé emploient leur fortune à constituer un imposant patrimoine foncier : 
- En juillet 1740, ils achètent l'hôtel de Roquelaure, situé aujourd'hui 246 boulevard Saint-Germain à Paris, très bel hôtel que le maréchal de Roquelaure avait fait construire en 1722.
- De 1751 à 1757, ils font reconstruire sur un plan beaucoup plus vaste le château de Champlâtreux, modeste demeure de style Louis XIII que la famille Molé avait achetée en 1618. Dirigés par l'architecte Jean-Michel Chevotet, les travaux coûtèrent la somme de 513 507 livres.
- Vers 1740-1760, ils font également moderniser le parc et le château de Méry-sur-Oise à Méry-sur-Oise, que Samuel Bernard avait racheté à ses beaux-parents, le marquis et la marquise de Saint-Chamans, pour l'offrir à sa fille en 1728[5].

Ils ont deux enfants arrivés à l'âge adulte:
- Marie Gabrielle Félicité Molé (1740-1790) qui épouse le 30 août 1756 Louis-Joseph-Timoléon de Cossé (1733-1759), duc de Cossé, fils de Jean Paul Timoléon de Cossé, duc de Brissac, maréchal de France, & de Marie Josèphe Durey de Sauroy (sans descendance)
- Édouard François Mathieu Molé (1760-1794)